# ブライアン・クフレ
ブライアン・エセキエル・クフレ（Braian Ezequiel Cufré、1996年12月15日 - ）は、アルゼンチン・マル・デル・プラタ出身のサッカー選手。CAベレス・サルスフィエルド所属。ポジションはDF。

## クラブ経歴
CAベレス・サルスフィエルドの下部組織出身。2015年10月18日のCAラヌース戦でトップチームデビューを飾った。
2020年9月28日、RCDマヨルカに4年契約で移籍した。
2021年8月11日、マラガCFへのレンタル移籍が発表された。